# Santo António da Muinha
Santo António da Muinha é uma vila e comuna angolana que se localiza na província do Bié, pertencente ao município de Camacupa.